# Porella ovalis
Porella ovalis là một loài rêu tản trong họ Porellaceae. Loài này được (Gottsche ex Stephani) S. Hatt. & G.C. Zhang miêu tả khoa học lần đầu tiên năm 1988.